# Wereldkampioenschap voetbal vrouwen onder 20 - 2006
Het Wereldkampioenschap voetbal onder 20 vrouwen - 2006 was de 3e editie van het FIFA Wereldkampioenschap voetbal onder 20 vrouwen. Het toernooi werd gehouden in Rusland van 17 augustus tot en met 3 september 2006.

## Geplaatste teams
- Rusland (Gastland)
- Frankrijk
- Duitsland
- Finland
- Zwitserland
- Nieuw-Zeeland
- Brazilië
- Argentinië
- Verenigde Staten
- Canada
- Mexico
- Nigeria
- Congo-Kinshasa
- China
- Noord-Korea
- Australië

## Groepsfase

### Groep A
| Team          | Ptn | Wedstr | W | G | V | DV | DT | DS |
| ------------- | --- | ------ | - | - | - | -- | -- | -- |
| Brazilië      | 5   | 3      | 1 | 2 | 0 | 2  | 0  | +2 |
| Rusland       | 5   | 3      | 1 | 2 | 0 | 4  | 3  | +1 |
| Australië     | 4   | 3      | 1 | 1 | 1 | 4  | 3  | +1 |
| Nieuw-Zeeland | 1   | 3      | 0 | 1 | 2 | 2  | 6  | −4 |

|                        |               |           |                               |                                                                                     |
| 17 augustus 2006 16:00 | Nieuw-Zeeland | 0–3       | Australië                     | Petrovski-stadion, Sint-Petersburg Toeschouwers: 1100 Scheidsrechter: Gyoengyi Gaal |
| 17 augustus 2006 16:00 |               | (verslag) | McCallum 39', 80' Shipard 93' | Petrovski-stadion, Sint-Petersburg Toeschouwers: 1100 Scheidsrechter: Gyoengyi Gaal |

|                        |           |     |          |                                                                       |
| 17 augustus 2006 19:00 | Rusland   | 0–0 | Brazilië | Petrovski-stadion Toeschouwers: 10200 Scheidsrechter: Jenny Palmqvist |
| 17 augustus 2006 19:00 | (verslag) |     |          | Petrovski-stadion Toeschouwers: 10200 Scheidsrechter: Jenny Palmqvist |

|                        |                            |           |           |                                                                     |
| 20 augustus 2006 16:00 | Brazilië                   | 2–0       | Australië | Petrovski-stadion Toeschouwers: 700 Scheidsrechter: Jennifer Bennet |
| 20 augustus 2006 16:00 | Francielle 42' Fabiana 69' | (verslag) |           | Petrovski-stadion Toeschouwers: 700 Scheidsrechter: Jennifer Bennet |

|                        |                                         |           |                         |                                                                  |
| 20 augustus 2006 19:00 | Rusland                                 | 3–2       | Nieuw-Zeeland           | Petrovski-stadion Toeschouwers: 3400 Scheidsrechter: Eun Ah Hong |
| 20 augustus 2006 19:00 | Kozjnikova 5' Terechova 14' Akimova 93' | (verslag) | Erceg 18' Humphries 56' | Petrovski-stadion Toeschouwers: 3400 Scheidsrechter: Eun Ah Hong |

|                        |           |     |               |                                                                                   |
| 23 augustus 2006 16:00 | Brazilië  | 0–0 | Nieuw-Zeeland | Podmoskovje-stadion, Sjtsjolkovo Toeschouwers: 500 Scheidsrechter: Shane De Silva |
| 23 augustus 2006 16:00 | (verslag) |     |               | Podmoskovje-stadion, Sjtsjolkovo Toeschouwers: 500 Scheidsrechter: Shane De Silva |

|                        |            |           |                |                                                                                    |
| 23 augustus 2006 16:00 | Australië  | 1–1       | Rusland        | Edoeard Streltsovstadion, Moskou Toeschouwers: 1000 Scheidsrechter: Christine Beck |
| 23 augustus 2006 16:00 | Brogan 85' | (verslag) | Kozjnikova 75' | Edoeard Streltsovstadion, Moskou Toeschouwers: 1000 Scheidsrechter: Christine Beck |

### Groep B
| Team    | Ptn | Wedstr | W | G | V | DV | DT | DS  |
| ------- | --- | ------ | - | - | - | -- | -- | --- |
| China   | 9   | 3      | 3 | 0 | 0 | 6  | 1  | +5  |
| Nigeria | 6   | 3      | 2 | 0 | 1 | 11 | 5  | +6  |
| Canada  | 3   | 3      | 1 | 0 | 2 | 4  | 4  | 0   |
| Finland | 0   | 3      | 0 | 0 | 3 | 1  | 12 | −11 |

|                        |                     |           |              |                                                                                          |
| 17 augustus 2006 16:00 | China               | 2–1       | Finland      | Podmoskovje-stadion, Sjtsjolkovo Toeschouwers: 2000 Scheidsrechter: Diane Ferreira-James |
| 17 augustus 2006 16:00 | Ma 37' (pen) Zi 72' | (verslag) | Yuan 2' (ed) | Podmoskovje-stadion, Sjtsjolkovo Toeschouwers: 2000 Scheidsrechter: Diane Ferreira-James |

|                        |                          |           |                       |                                                                      |
| 17 augustus 2006 19:00 | Nigeria                  | 3–2       | Canada                | Podmoskovje-stadion Toeschouwers: 800 Scheidsrechter: Bentla de Coth |
| 17 augustus 2006 19:00 | Ishola 29' Uwak 82', 91' | (verslag) | Kyle 25' Cicchini 71' | Podmoskovje-stadion Toeschouwers: 800 Scheidsrechter: Bentla de Coth |

|                        |         |           |                         |                                                                             |
| 20 augustus 2006 16:00 | Finland | 0–2       | Canada                  | Podmoskovje-stadion Toeschouwers: 1200 Scheidsrechter: Natalie Avdontsjenko |
| 20 augustus 2006 16:00 |         | (verslag) | Robinson 39' (pen), 70' | Podmoskovje-stadion Toeschouwers: 1200 Scheidsrechter: Natalie Avdontsjenko |

|                        |                    |           |         |                                                                       |
| 20 augustus 2006 19:00 | China              | 3–0       | Nigeria | Podmoskovje-stadion Toeschouwers: 2000 Scheidsrechter: Christine Beck |
| 20 augustus 2006 19:00 | Lou 9' Ma 31', 69' | (verslag) |         | Podmoskovje-stadion Toeschouwers: 2000 Scheidsrechter: Christine Beck |

|                        |         |           |                                                           |                                                                        |
| 23 augustus 2006 19:00 | Finland | 0–8       | Nigeria                                                   | Podmoskovje-stadion Toeschouwers: 400 Scheidsrechter: Jennifer Bennett |
| 23 augustus 2006 19:00 |         | (verslag) | Sabi 7', 42' Eke 13', 65', 79' Uwak 15' Chikwelu 47', 73' | Podmoskovje-stadion Toeschouwers: 400 Scheidsrechter: Jennifer Bennett |

|                        |        |           |        |                                                                                    |
| 23 augustus 2006 19:00 | Canada | 0–1       | China  | Edoeard Streltsovstadion, Moskou Toeschouwers: 100 Scheidsrechter: Claudine Brohet |
| 23 augustus 2006 19:00 |        | (verslag) | Ma 48' | Edoeard Streltsovstadion, Moskou Toeschouwers: 100 Scheidsrechter: Claudine Brohet |

### Groep C
| Team        | Ptn | Wedstr | W | G | V | DV | DT | DS  |
| ----------- | --- | ------ | - | - | - | -- | -- | --- |
| Noord-Korea | 9   | 3      | 3 | 0 | 0 | 10 | 0  | +10 |
| Duitsland   | 6   | 2      | 2 | 0 | 1 | 15 | 3  | +12 |
| Mexico      | 3   | 2      | 1 | 0 | 2 | 5  | 15 | −10 |
| Zwitserland | 0   | 2      | 0 | 0 | 3 | 2  | 14 | −12 |

|                        |                  |           |                                           |                                                                       |
| 18 augustus 2006 16:00 | Zwitserland      | 2–4       | Mexico                                    | Dinamostadion, Moskou Toeschouwers: 3500 Scheidsrechter: Tammy Ogston |
| 18 augustus 2006 16:00 | Buerkri 12', 65' | (verslag) | Corral 15', 45'+ Gordillo 30' Ocampo 90'+ | Dinamostadion, Moskou Toeschouwers: 3500 Scheidsrechter: Tammy Ogston |

|                        |                        |           |           |                                                            |
| 18 augustus 2006 19:00 | Noord-Korea            | 2–0       | Duitsland | Dinamostadion Toeschouwers: 700 Scheidsrechter: Fatou Gaye |
| 18 augustus 2006 19:00 | Hui Jong 35' Mi Jo 70' | (verslag) |           | Dinamostadion Toeschouwers: 700 Scheidsrechter: Fatou Gaye |

|                        |              |           |                                                                                                   |                                                               |
| 21 augustus 2006 16:00 | Mexico       | 1–9       | Duitsland                                                                                         | Dinamostadion Toeschouwers: 500 Scheidsrechter: Gyoengyi Gaal |
| 21 augustus 2006 16:00 | Cisneros 76' | (verslag) | Okoyino Da Mbabi 24' Bajramaj 29' Kessler 31' Blaesse 37',44',84' Laudehr 49' Maier 58' Oster 77' | Dinamostadion Toeschouwers: 500 Scheidsrechter: Gyoengyi Gaal |

|                        |             |           |                                                    |                                                                |
| 21 augustus 2006 19:00 | Zwitserland | 0–4       | Noord-Korea                                        | Dinamostadion Toeschouwers: 600 Scheidsrechter: Shane De Silva |
| 21 augustus 2006 19:00 |             | (verslag) | Hui Jong 46'+ Ok Sim Kim 50' Song Hui Kim 78', 80' | Dinamostadion Toeschouwers: 600 Scheidsrechter: Shane De Silva |

|                        |                                                                          |           |             |                                                                                            |
| 24 augustus 2006 16:00 | Duitsland                                                                | 6–0       | Zwitserland | Petrovski-stadion, Sint-Petersburg Toeschouwers: 300 Scheidsrechter: Dianne Ferreira-James |
| 24 augustus 2006 16:00 | Bajramaj 4',62' Laudehr 21' Okoyino Da Mbabi 45' Kessler 85' Blaesse 89' | (verslag) |             | Petrovski-stadion, Sint-Petersburg Toeschouwers: 300 Scheidsrechter: Dianne Ferreira-James |

|                        |        |           |                                          |                                                                      |
| 24 augustus 2006 16:00 | Mexico | 0–4       | Noord-Korea                              | Dinamostadion Toeschouwers: 500 Scheidsrechter: Natalja Avdontsjenko |
| 24 augustus 2006 16:00 |        | (verslag) | Mi 33' Hwa Kim 35' Hui Kil 42' Hui O 59' | Dinamostadion Toeschouwers: 500 Scheidsrechter: Natalja Avdontsjenko |

### Groep D
| Team             | Ptn | Wedstr | W | G | V | DV | DT | DS |
| ---------------- | --- | ------ | - | - | - | -- | -- | -- |
| Verenigde Staten | 9   | 3      | 3 | 0 | 0 | 7  | 2  | +5 |
| Frankrijk        | 6   | 3      | 2 | 0 | 1 | 6  | 1  | +5 |
| Argentinië       | 3   | 3      | 1 | 0 | 2 | 5  | 9  | −4 |
| Congo-Kinshasa   | 0   | 3      | 0 | 0 | 3 | 1  | 7  | −6 |

|                         |                |           |                                |                                                                                    |
| 18 augustus, 2006 16:00 | Congo-Kinshasa | 1–2       | Verenigde Staten               | Edoeard Streltsovstadion, Moskou Toeschouwers: 300 Scheidsrechter: Claudine Brohet |
| 18 augustus, 2006 16:00 | Nzuzi 70'      | (verslag) | O'Hara 33' Rodriguez 65' (pen) | Edoeard Streltsovstadion, Moskou Toeschouwers: 300 Scheidsrechter: Claudine Brohet |

|                        |                                                 |           |            |                                                                                   |
| 18 augustus 2006 19:00 | Frankrijk                                       | 5–0       | Argentinië | Edoeard Streltsovstadion, Moskou Toeschouwers: 250 Scheidsrechter: Shane de Silva |
| 18 augustus 2006 19:00 | Boulleau 12' Delie 28', 65' Necib 51' Houra 85' | (verslag) |            | Edoeard Streltsovstadion, Moskou Toeschouwers: 250 Scheidsrechter: Shane de Silva |

|                        |                                              |           |             |                                                                               |
| 21 augustus 2006 16:00 | Verenigde Staten                             | 4–1       | Argentinië  | Edoeard Streltsovstadion, Moskou Toeschouwers: 200 Scheidsrechter: Fatou Gaye |
| 21 augustus 2006 16:00 | Rostedt 13' Adams 38' Long 62' Nogueira 90'+ | (verslag) | Pereyra 53' | Edoeard Streltsovstadion, Moskou Toeschouwers: 200 Scheidsrechter: Fatou Gaye |

|                        |                |           |           |                                                                                 |
| 21 augustus 2006 19:00 | Congo-Kinshasa | 0–1       | Frankrijk | Edoeard Streltsovstadion, Moskou Toeschouwers: 130 Scheidsrechter: Tammy Ogston |
| 21 augustus 2006 19:00 |                | (verslag) | Henry 45' | Edoeard Streltsovstadion, Moskou Toeschouwers: 130 Scheidsrechter: Tammy Ogston |

|                        |                                     |           |                |                                                                                     |
| 24 augustus 2006 19:00 | Argentinië                          | 4–0       | Congo-Kinshasa | Petrovski-stadion, Sint-Petersburg Toeschouwers: 450 Scheidsrechter: Bentla de Coth |
| 24 augustus 2006 19:00 | Manicler 13', 17', 47'+ Potassa 15' | (verslag) |                | Petrovski-stadion, Sint-Petersburg Toeschouwers: 450 Scheidsrechter: Bentla de Coth |

|                        |                  |           |           |                                                                     |
| 24 augustus 2006 19:00 | Verenigde Staten | 1–0       | Frankrijk | Dinamostadion, Moskou Toeschouwers: 300 Scheidsrechter: Hong Eun Ah |
| 24 augustus 2006 19:00 | Rostedt 61'      | (verslag) |           | Dinamostadion, Moskou Toeschouwers: 300 Scheidsrechter: Hong Eun Ah |

## Knock-outfase
|  | Kwartfinale                  | Kwartfinale         |                     |       | Halve Finale        | Halve Finale        |       |  | Finale | Finale |
|  |                              |                     |                     |       |                     |                     |       |  |        |        |
|  | 26 augustus, Moskou          |                     |                     |       |                     |                     |       |  |        |        |
|  |                              |                     |                     |       |                     |                     |       |  |        |        |
|  | Brazilië                     | 2                   |                     |       |                     |                     |       |  |        |        |
|  | Brazilië                     | 2                   | 31 augustus, Moskou |       |                     |                     |       |  |        |        |
|  | Nigeria                      | 1                   |                     |       |                     |                     |       |  |        |        |
|  | Nigeria                      | 1                   | Brazilië            | 0     |                     |                     |       |  |        |        |
|  | 27 augustus, Sint-Petersburg |                     | Brazilië            | 0     |                     |                     |       |  |        |        |
|  |                              | Noord-Korea         | 1                   |       |                     |                     |       |  |        |        |
|  | Noord-Korea                  | Noord-Korea         | 1                   | 2     |                     |                     |       |  |        |        |
|  | Noord-Korea                  |                     | 3 september, Moskou | 2     |                     |                     |       |  |        |        |
|  | Frankrijk                    | 1                   |                     |       |                     |                     |       |  |        |        |
|  | Frankrijk                    | 1                   | Noord-Korea         | 5     |                     |                     |       |  |        |        |
|  | 26 augustus, Moskou          |                     | Noord-Korea         | 5     |                     |                     |       |  |        |        |
|  |                              | China               | 0                   |       |                     |                     |       |  |        |        |
|  | China                        | China               | 0                   | 4     |                     |                     |       |  |        |        |
|  | China                        | 31 augustus, Moskou |                     | 4     |                     |                     |       |  |        |        |
|  | Rusland                      | 0                   |                     |       |                     |                     |       |  |        |        |
|  | Rusland                      | 0                   | China               | 0 (5) | 3e/4e plaats        | 3e/4e plaats        |       |  |        |        |
|  | 27 augustus, Sint-Petersburg |                     | China               | 0 (5) | 3e/4e plaats        | 3e/4e plaats        |       |  |        |        |
|  |                              | Verenigde Staten    | 0 (4)               |       | 3 september, Moskou | 3 september, Moskou |       |  |        |        |
|  | Verenigde Staten             | Verenigde Staten    | 0 (4)               | 4     | 3 september, Moskou | 3 september, Moskou |       |  |        |        |
|  | Verenigde Staten             |                     |                     |       |                     | Brazilië            | 0 (6) |  |        |        |
|  | Duitsland                    | 1                   |                     |       |                     | Brazilië            | 0 (6) |  |        |        |
|  | Duitsland                    | 1                   | Verenigde Staten    | 0 (5) |                     |                     |       |  |        |        |
|  |                              |                     | Verenigde Staten    | 0 (5) |                     |                     |       |  |        |        |

### Kwartfinale
|                        |                           |           |          |                                                                                         |
| 26 augustus 2006 16:00 | Brazilië                  | 2–1       | Nigeria  | Edoeard Streltsovstadion, Moskou Toeschouwers: 700 Scheidsrechter: Natalia Avdontsjenko |
| 26 augustus 2006 16:00 | Fabiana 47'+ Adriane 95'+ | (verslag) | Uwak 65' | Edoeard Streltsovstadion, Moskou Toeschouwers: 700 Scheidsrechter: Natalia Avdontsjenko |

|                        |                                |           |         |                                                                                    |
| 26 augustus 2006 19:00 | China                          | 4–0       | Rusland | Edoeard Streltsovstadion, Moskou Toeschouwers: 2.000 Scheidsrechter: Gyoengyi Gaal |
| 26 augustus 2006 19:00 | Zi 8' Ma 19' Zhang 40' You 60' | (verslag) |         | Edoeard Streltsovstadion, Moskou Toeschouwers: 2.000 Scheidsrechter: Gyoengyi Gaal |

|                        |                          |           |            |                                                                                      |
| 27 augustus 2006 16:00 | Noord-Korea              | 2–1       | Frankrijk  | Petrovski-stadion, Sint-Petersburg Toeschouwers: 550 Scheidsrechter: Jennifer Bennet |
| 27 augustus 2006 16:00 | Hwa Kim 46' Gum Hong 90' | (verslag) | Thomis 62' | Petrovski-stadion, Sint-Petersburg Toeschouwers: 550 Scheidsrechter: Jennifer Bennet |

|                        |                                         |           |             |                                                                                      |
| 27 augustus 2006 19:00 | Verenigde Staten                        | 4–1       | Duitsland   | Petrovski-stadion, Sint-Petersburg Toeschouwers: 750 Scheidsrechter: Jenny Palmqvist |
| 27 augustus 2006 19:00 | O'Hara 36' Adams 37', 70' Rodriguez 90' | (verslag) | Neumann 65' | Petrovski-stadion, Sint-Petersburg Toeschouwers: 750 Scheidsrechter: Jenny Palmqvist |

### Halve finales
|                        |          |           |             |                                                                            |
| 31 augustus 2006 16:00 | Brazilië | 0–1       | Noord-Korea | Lokomotivstadion, Moskou Toeschouwers: 1000 Scheidsrechter: Christine Beck |
| 31 augustus 2006 16:00 |          | (verslag) | Hyan Ri 87' | Lokomotivstadion, Moskou Toeschouwers: 1000 Scheidsrechter: Christine Beck |

|                        |           |                               |                  |                                                                  |
| 31 augustus 2006 19:00 | China     | 0–0 (na verlenging) (5–4 PSO) | Verenigde Staten | Lokomotivstadion Toeschouwers: 1000 Scheidsrechter: Tammy Ogston |
| 31 augustus 2006 19:00 | (verslag) |                               |                  | Lokomotivstadion Toeschouwers: 1000 Scheidsrechter: Tammy Ogston |

|                                   |     | strafschoppen                           |  |
| Zhuang: Zhang: Yuan: Zi: Ma: Zhu: | 5–4 | Dew: Adams: Poach: Lopez: Bock: Cheney: |  |

### Wedstrijd voor 3e plaats
|                        |           |                           |                  |                                                                       |
| 3 september 2006 16:00 | Brazilië  | 0–0 na extra tijd 6–5 PSO | Verenigde Staten | Locomotiv Stadion Toeschouwers: 3.000 Scheidsrechter: Jenny Palmqvist |
| 3 september 2006 16:00 | (verslag) |                           |                  | Locomotiv Stadion Toeschouwers: 3.000 Scheidsrechter: Jenny Palmqvist |

|                                                                     |     | strafschoppen                                             |  |
| Daiane: Costa: Aliane: Francielle: Monica: Fabiana: Erika: Maurine: | 6–5 | Dew: Long: Angeli: Heath: Adams: Lopez: Rodriguez: Poach: |  |

### Finale
|                        |                                   |           |       |                                                                       |
| 3 september 2006 19:00 | Noord-Korea                       | 5–0       | China | Lokomotivstadion Toeschouwers: 10.000 Scheidsrechter: Jennifer Bennet |
| 3 september 2006 19:00 | Jo 29' Kim 39', 47+', 52' Kil 56' | (verslag) |       | Lokomotivstadion Toeschouwers: 10.000 Scheidsrechter: Jennifer Bennet |